# Prawo Grotthussa-Drapera
Prawo Grotthussa-Drapera – prawo głoszące, że przemianę fotochemiczną w układzie reagującym może wywołać tylko promieniowanie zaabsorbowane przez ten układ. Prawo to zostało sformułowane niezależnie przez Theodora Grotthussa w 1817 roku i Johna W. Drapera w roku 1842.